# میدلهام (دژ)

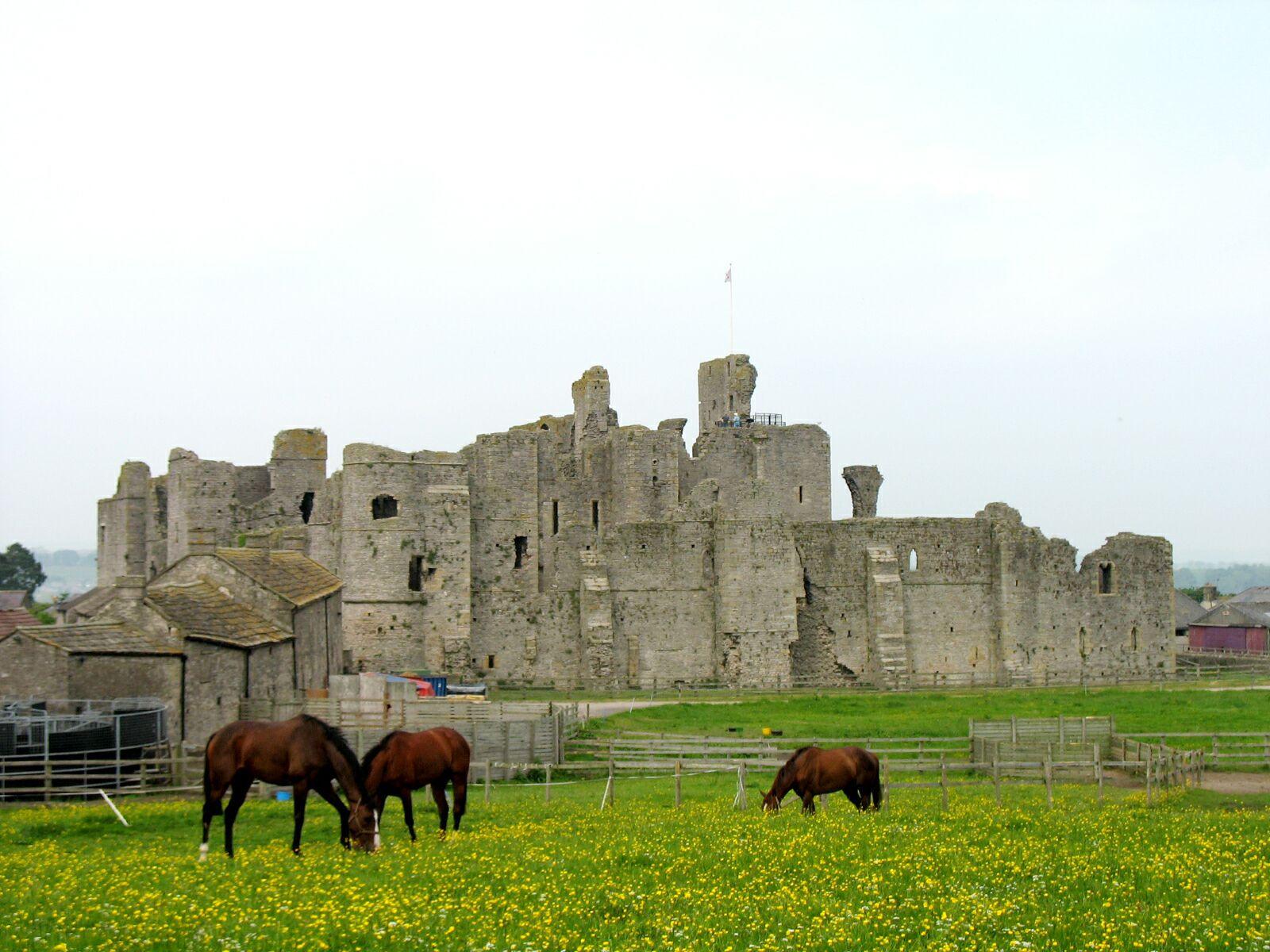
قلعه میدلهام

میدلهام (انگلیسی: Middleham Castle) قلعه‌ای ویران در انگلستان است.